# Star (vela)

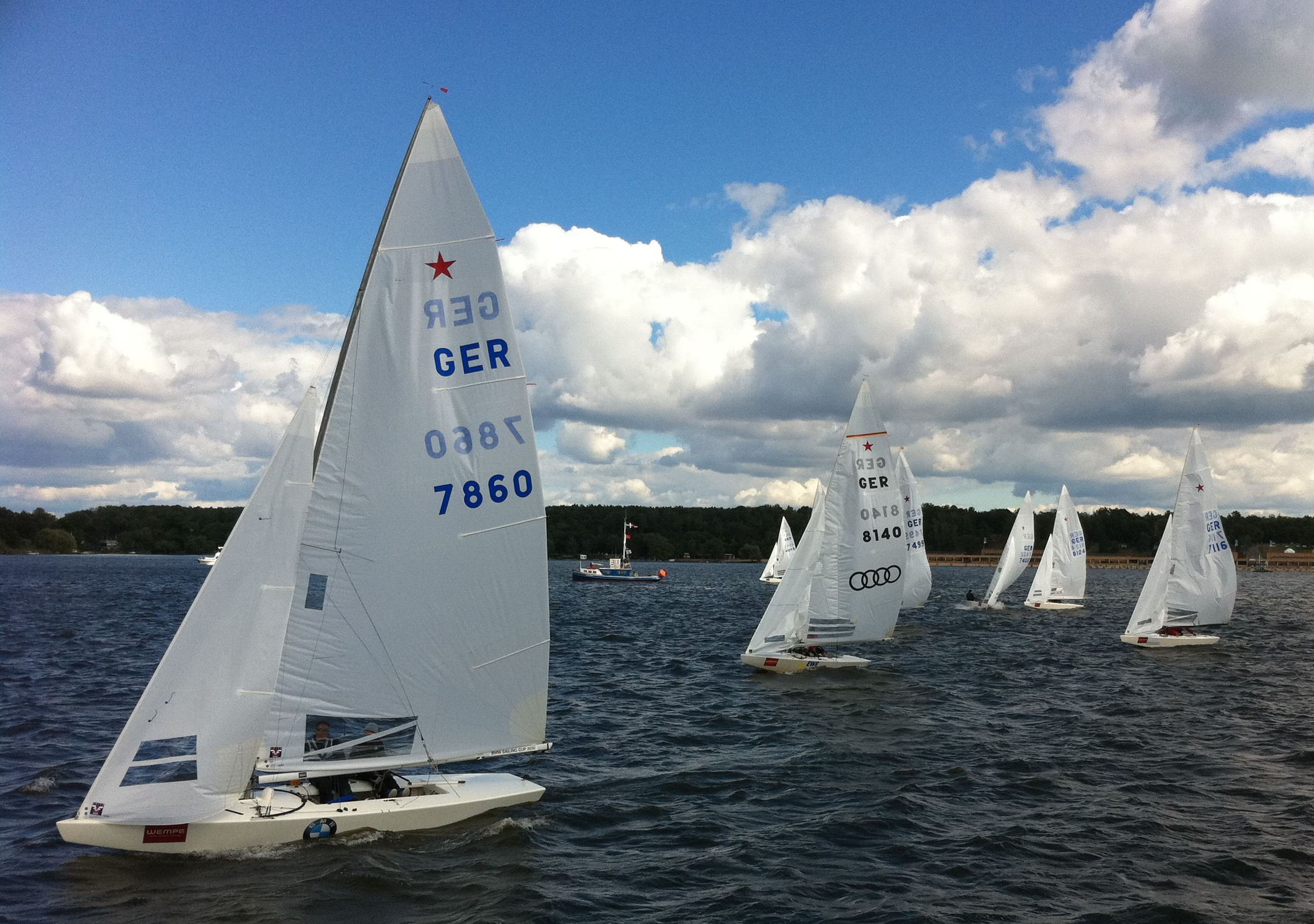
Yates de la clase Star navegando.

El Star es una clase internacional de embarcación a vela diseñada por Francis Sweisguth en 1910. 
Ha sido también clase olímpica entre 1932 y 2012, excepto en los Juegos Olímpicos de Montreal 1976, cuando fue sustituida por la clase Tempest.
Tiene aparejo sloop y no lleva spinnaker, sino que usa tangón para el foque.

## Dimensiones
- Eslora: 6.922 metros.
- Manga de 1.734 metros.
- Peso: de 671 kg.
- Vela mayor: 20.5 m².
- Foque: 6 m².
- Mástil: 9.652 metros.

- Datos: Q381936
- Multimedia: Star (keelboat) / Q381936